# Protonemura oitica
Protonemura oitica är en bäcksländeart som beskrevs av Aubert 1963. Protonemura oitica ingår i släktet Protonemura och familjen kryssbäcksländor. Inga underarter finns listade i Catalogue of Life.